# 千葉敏之
千葉 敏之（ちば としゆき、1967年 - ）は、日本の歴史学者。専門はドイツ・ヨーロッパ中世史。
東京外国語大学総合国際学研究院（国際社会部門・地域研究系）教授。博士（文学）。

## 略歴
東京大学大学院人文社会系研究科修士課程修了、同博士課程修了。
2002年4月-2006年3月、東京大学大学院人文社会系研究科助手、2006年4月より東京外国語大学外国語学部助教授。2009年4月、大学院重点化により所属変更、同大学総合国際学研究院准教授、2014年4月より教授。

## 共編
- （高橋慎一朗）『中世の都市：史料の魅力、日本とヨーロッパ』東京大学出版会、2009年。ISBN　978-4-13-023057-5
- （吉田ゆり子・八尾師誠）『画像史料論：世界史の読み方』東京外国語大学出版会、2014年。ISBN　978-4-904575-32-1
- （木村靖二・西山暁義）『ドイツ史研究入門』山川出版社、2014年。ISBN　978-4-634-64038-2
- （高橋慎一朗）『移動者の中世：史料の機能、日本とヨーロッパ』東京大学出版会、2017年。ISBN　978-4-13-020306-7
- 『シリーズ歴史の転換期④1187年：巨大信仰圏の出現』山川出版社、ISBN　978-4-634-44504-8
- 『シリーズ歴史の転換期⑤1348年：気候不順と生存危機』山川出版社、2023年。ISBN　978-4-634-44505-5

## 翻訳
- マルクス、ヘンリクス『聖パトリックの煉獄：西洋中世奇譚集成』講談社〈講談社学術文庫〉2010年。

| スタブアイコン | サブスタブ | この項目は、まだ閲覧者の調べものの参照としては役立たない、人物に関連した書きかけの項目です。この項目を加筆・訂正などしてくださる協力者を求めています（P:人物伝/PJ:人物伝）。 |